# Kultura Er-li-tchou

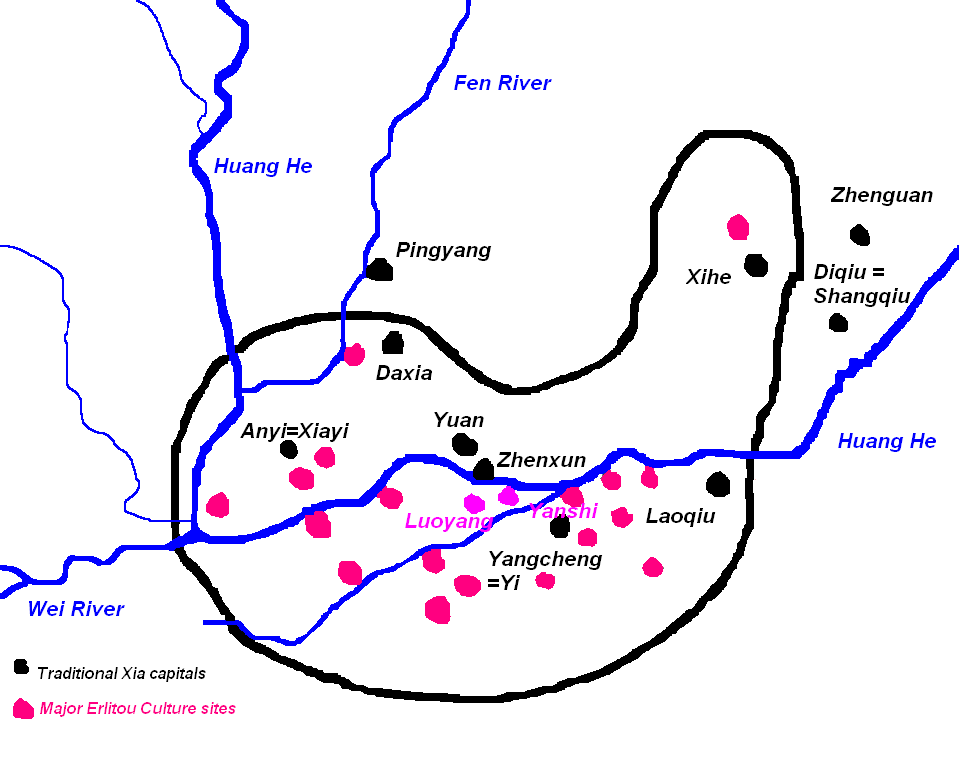
Hlavní naleziště kultury Er-li-tchou (červeně) ve srovnání s předpokládanými sídly dynastie Sia (černě)

Kultura Er-li-tchou (čínsky pchin-jinem èrlǐtóu wénhuà, znaky zjednodušené 二里头文化, tradiční 二里頭文化) byla v letech 1900–1500 př. n. l. jedna z čínských kultur doby bronzové. Pojmenována je podle hlavního střediska – Er-li-tchou (二里頭村) v Jen-š' v provincii Che-nan. Byla široce rozšířená v Che-nanu a Šen-si, později se objevila i v Šan-si a Chu-peji.
Většina čínských archeologů a historiků ztotožňuje kulturu Er-li-tchou se společenstvím, kterému vládla dynastie Sia, zatímco mezi západní vědci je rozšířen názor, že spojení Sia a kultury Er-li-tchou je dosud neprokázané.

## Er-li-tchou

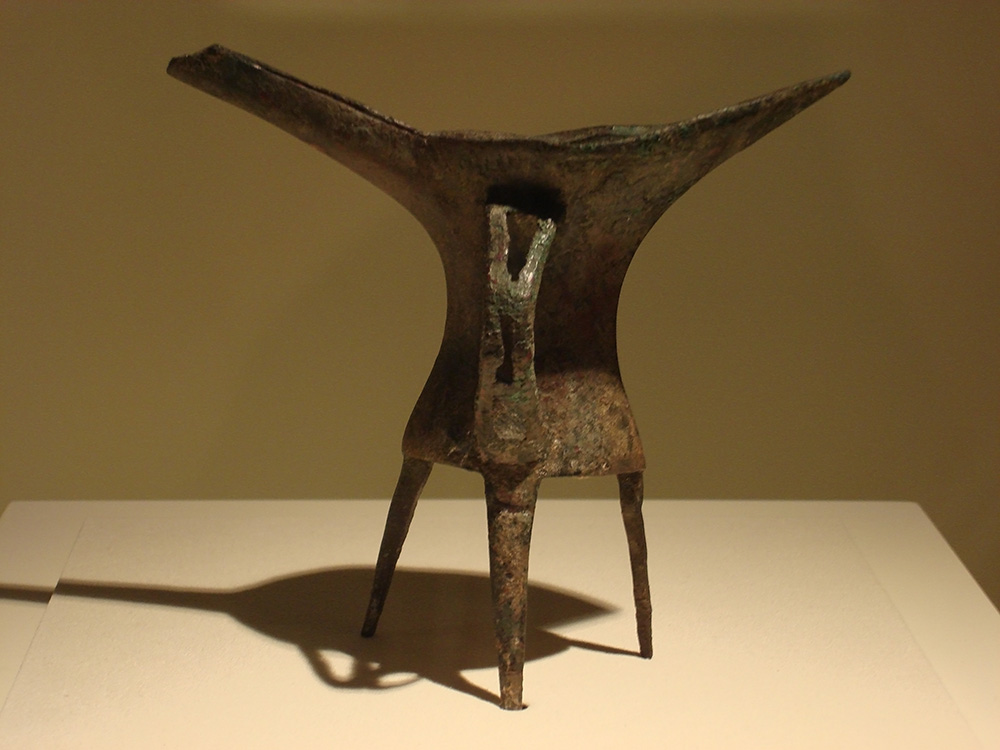
Bronzová nádoba na víno ťüe

Kultura Er-li-tchou se vyvinula z kultury Lung-šan. Původně soustředěná v Che-nanu a Šen-si, rozšířila se i do Šan-si a Che-peje. Er-li-tchou bylo objeveno roku 1959, bylo největším sídlem kultury a monopolním výrobcem rituálních bronzových nádob. S nástupem kultury Er-li-kang se Er-li-tchou zmenšilo, nicméně zůstalo obydleno. Leželo na řece I, přítoku řeky Luo. Město mělo značnou rozlohu – 2,4 km × 1,9 km, ale většina byla v průběhu doby zničena povodněmi, zachovaly se 3 km² areálu.
Er-li-tchou bylo největší sídlo na čínském území do cca 1500 př. n. l. Je nejstarší metropole v Číně s řadou palácových staveb a doloženou výrobou bronzových předmětů. Od zahájení vykopávek koncem 50. let byla objevena řada palácových staveb, pohřby elity i řadových členů společenství, obydlí i dílny produkující výrobky z bronzu, nefritu i keramiku. Nalezeny byly i věštebné kosti, ovšem bez nápisů. Základní surovinou pro výrobu nástrojů zůstával kámen. Vlastní palácový okrsek měl cca 12 ha, s ceremoniální oblastí, dílnami produkující výrobky pro elitu, sídla a hroby elit tvořila jádro osídlení existující ve fázích II. až IV., o rozloze 70 ha. Počet obyvatel města je odhadován na 18–30 tisíc.

## Fáze osídlení
Er-li-tchou bylo poprvé osídleno v letech 3500–3000, kdy zde existovaly tři malé vesnice pozdní fáze kultury Jang-šao. V letech 3000–2500 na místě existovalo jedno malé sídliště rané fáze kultury Lung-šan. Následovala šestisetletá mezera.
Kolem roku 1900 se objevil lid kultury Er-li-tchou, osídlení trvající 360 let archeologové rozdělili na čtyři fáze:
- Er-li-tchou I: Rozloha sídla byla 100 ha, stalo se největším sídlištěm povodí řek I a Luo, jehož obyvatelstvo se patrně shromáždilo z okolí. Nalezeno vybavení elity (bílá keramika, artefakty ze slonoviny, tyrkysu a bronzu). Dispozice sídliště je kvůli pozdějším přestavbám nejasná.[9]
- Er-li-tchou II: Existovalo prosperující městské centrum o rozloze 300 ha. Dvanáctihektarový palácový okrsek byl vyznačen čtyřmi cestami. Zahrnoval palác č. 3 (150×50 m, tři nádvoří) a palác č. 5. Uvnitř palácových komplexů nalezeny bohatě vybavené (artefakty z bronzu, tyrkysu, nefritu, lakové výrobky) hroby příslušníků elity. Jižně od palácového komplexu ležela dílna, kde se odlévaly bronzové výrobky. Byly nalezeny koleje po vozech, prvních v Číně.[9]
- Er-li-tchou III: Město stále prosperovalo, zůstala rozloha, paláce a dílny. Palácový komplex byl ohrazen dva metry silnou zdí z upěchované hlíny. Byly postaveny paláce č. 1, 7, 8, 9. Paláce č. 3 a 5 byly opuštěny a nahrazeny paláci č. 2 a 4.[9]
- Er-li-tchou IV, 1564–1521 př. n. l.: Rozloha osídlení zůstala stejná, nálezy byly koncentrovány v centrální oblasti. Paláce, dílny a cesty předcházející fáze zůstaly v užívání. Navíc byl postaven palác č. 6 jako rozšíření paláce č. 2. Postaveny byly též paláce č. 10 a 11. Pokračovala produkce artefaktů z nefritu, pokračovala výroba bronzových nástrojů, zbraní a rituálních nádob. Rituálních nádob nalezených v pohřbech bylo více, různorodějších a kvalitnějších, než v předešlé fázi. Město stále zůstávalo největším sídlem v regionu.

- V raném období kultury Er-li-kang (1600–1450 př. n. l.) zřejmě v Er-li-tchou pokračovala produkce erlitchouské keramiky, raných erlikangských nálezů je patrně z tohoto důvodu málo.
- Er-li-kang, svrchní fáze (1450–1300 př. n. l.): Rozloha osídlení klesla na 30 ha. Všechny paláce opuštěny, Er-li-tchou se mění na vesnici.[9]

Důvod poklesu sídliště z největšího města širokého okolí na vesnici není zřejmý, stopy po dobytí, nebo požáru nebyly nalezeny. Nicméně produkce zboží pro elitu zanikla po skončení fáze Er-li-tchou IV. a přesunula se do Čeng-čou, opevněného města o rozloze 13 km² ležícího 85 km na východ.

## Kultura Er-li-tchou a dynastie Sia
Čínští archeologové považují za klíčový úkol přiřadit nalezené kultury k dynastiím známým ze starověkých písemných záznamů, vycházejí přitom z jejich pravdivosti. Od počátku vykopávek se proto snažili přiřadit Er-li-tchou k dynastii Šang či Sia.
V Chronologickém projektu Sia–Šang–Čou čínští historikové stanovili období vlády dynastií Sia a Šang na cca 2070–1600 př. n. l. a cca 1600–1046 př. n. l. Jelikož počátek a konec kultury Er-li-tchou nesouhlasí s obdobími vlády dynastií, nekončí debaty o tom, která fáze které kultury patří ke které dynastii. Převahu postupně získal názor, že přechod od dynastie Sia k dynastii Šang odpovídá přechodu mezi fázemi Er-li-tchou III a IV. Zdůvodněn byl známkami poklesu populace a opuštěním některých palácových staveb.
Svými objeviteli však bylo Er-li-tchou pokládáno za Po, hlavní město zakladatele dynastie Šang krále Tchanga (které se mělo nacházet v Jen-š’). Koncem 70. let se objevila nová interpretace nálezů, podle které bylo Er-li-tchou metropolí Sia, a Čeng-čou šangské město. V následující debatě byly fáze Er-li-tchou II. až IV řazeny jak k dynastii Sia, tak k Šang. Většina archeologů pracujících v Er-li-tchou považovala fázi III. za první šangskou, kvůli jejímu výraznému rozvoji, podle nich spojenému s nástupem nové dynastie.
Začátkem 80. let však archeologové vykopali město v Jen-š’ (200 ha v období rozmachu cca 1600–1400 př. n. l.), 6 km severovýchodně od Er-li-tchou a přiřadili ho k Šangům. Po vlně debat vznikl nový konsenzus, že první šangská fáze Er-li-tchou je IV. Mínění se opíralo o známky úpadku ve IV. fázi, zejména o opuštění paláce č. 1. Nicméně Liou Li a Sü Chung vyjádřili názor, že z novějších zpráv z vykopávek (z roku 2004) plyne, že palác č. 1 byl ve fázi IV. stále užíván a pozorovatelný úpadek se nekonal.